# 기승호
기승호(1985년 4월 13일 ~)는 전 한국 프로 농구선수이며, 포지션은 포워드였다. 2008년 LG에서 드래프트 9순위로 지명된 이후, 2008~2009 프로농구 농구 시즌에서 신인왕 후보에 유력할 정도로 많은 활약을 보였다. 2008~2009 동부 프로미 프로농구에서 수비 5걸을 수상하였다. 10-11 시즌이 끝나고 군에 입대했으며, 2013년 2월 창원 LG 세이커스로 복귀하였다. 2018년 6윌 1일 배병준과 함께 강병현, 이원대와의 트레이드로 안양 KGC인삼공사로 이적했다. 2021년 벌어진 후배 폭행 사건으로 KBL로부터 제명되었다.

## 학력
- 부인초등학교
- 덕산중학교
- 안양고등학교
- 동국대학교